# Nagamichi Kuroda
Pour les articles homonymes, voir Kuroda.
Nagamichi Kuroda est un ornithologue japonais, né le 24 novembre 1889 et mort le 16 avril 1978.
Il faut citer parmi ses travaux Birds of the Island of Java (deux volumes, 1933-1936) et Parrots of the World in Life Colours (1975).
Il est aussi le premier descripteur de la taupe japonaise Mogera imaizumii (Kuroda, 1957). 